# Incidente aereo di Brienne-le-Château del 19 agosto 1936
Il 19 agosto 1936 un bombardiere Bloch MB 200 della 12ème Escadre de bombardement precipitò a Brienne-le-Château durante un volo di addestramento notturno, con la morte del capo pilota dell'aereo.

## L'incidente

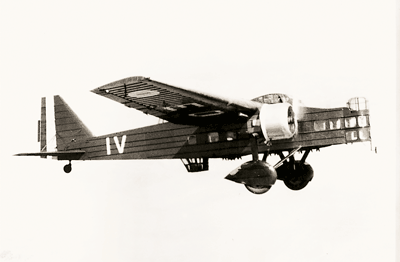
Un bombardiere Bloch MB 200.

Nella notte tra martedì 18 e mercoledì 19 agosto 1936, poco dopo la mezzanotte, un aereo da bombardamento Bloch MB 200 della 12éme Ecadre de bombardement era in volo da Istres a Reims nell'ambito di una esercitazione per l'addestramento al volo notturno. Altri due velivoli dello stesso modello si trovavano in volo a dieci minuti di distanza. Poco prima della mezzanotte, la radio di bordo inviò un radiomessaggio alla BA 112 che diceva: Va tutto bene a bordo. Siamo sopra Brienne; Saremo a Reims tra mezz'ora. Alle 00:13, mentre lo MB 200 si trovava a 3.000 metri di quota sulla verticale di Brienne-le-Château (Aube), si verificò un guasto meccanico; l'aereo si inclinò improvvisamente verso destra ed effettuò una picchiata. Il pilota, capitano Louis Astier de Villatte, riuscì a raddrizzare l'aereo, i cui comandi rispondevano solo parzialmente in quanto sebbene quelli di profondità e di direzione funzionassero, non riusciva ad azionare gli alettoni.
A pochi minuti di distanza, due razzi illuminanti furono sparati nel tentativo di trovare un punto di atterraggio nelle campagne, senza successo.  Dopo un quarto d'ora di inutili sforzi, mentre il bombardiere aveva perso quota e volava ormai a milletrecento metri, il capitano Astier de Villatte diede l'ordine all'equipaggio dell'aereo di abbandonare il velivolo e lanciarsi con il paracadute. Si trattava dell'operatore radio, sergente Tételin, del mitragliere sergente Lejeune, e dell'aspirante Carpentier.
Il capitano Astier de Villatte controllò personalmente i loro paracaduti prima di dare l'ordine di abbandonare il velivolo. Tutti atterreranno in sicurezza vicino al villaggio di Crespy-le-Neuf, a pochi chilometri dal luogo dell'incidente. Ritornato nella parte anteriore della fusoliera, l'ufficiale diede lo stesso ordine al sergente maggiore Cochin, pilota del bombardiere, il quale, in un primo momento, si rifiutò categoricamente di abbandonare l'aereo, costringendo Astier de Villatte a ribadirgli l'ordine in maniera perentoria. Obbedendo all'ordine del capitano, il pilota saltò anch'egli dal portello posteriore; atterrerà senza problemi nei pressi del villaggio di Juzanvigny. Rimasto solo a bordo del bombardiere che precipitava, l'ufficiale prese il controllo dell'aereo per qualche istante poi tentò di lanciarsi con il paracadute attraverso un portello sito nella parte anteriore dell'aereo. Purtroppo il suo paracadute rimase aggrovigliato all'ala del bombardiere che cadde intorno alle 00:30 a Brienne-le-Château, su un hangar del magazzino munizioni dell'Armée de terre, che fortunatamente conteneva solo casse vuote. Immediatamente l'aereo prese fuoco, incendiando l'edificio. Entrambi i motori furono volarono per una ventina di metri e finirono sepolti profondamente nel terreno. A pochi metri dall'aereo fu trovato il corpo dell'ufficiale, orribilmente dilaniato, con il paracadute posato al suo fianco.
La salma dell'ufficiale  fu riportata a Reims con un'ambulanza della base aerea 112. Venerdì 21 agosto si svolsero i suoi funerali, celebrati nella chiesa di Saint-Remi a Reims. Vi parteciparono il generale Gaston de Serre, comandante della 3ª Regione aerea, in rappresentanza del Ministro dell'aeronautica, il tenente colonnello Baston, comandante della base aerea 112, e il comandante Benoist, comandante del Groupe de bombardement I/12. L'elogio funebre fu pronunciato dal colonnello Mendigal, comandante della 12éme Escadre de bombardement. La sepoltura del capitano avvenne a Fontaine-Française.
La seconda classe, quella del 1936, della École de l’air de Versailles prese il nome dal capitano Astier de Villatte.

### Annotazioni
1. ↑  Louis Astier de Villatte era insignito della Croce di Cavaliere della Legion d'onore, della Croix de guerre 1914-1918, dell'Ordine marocchino di Ouissam Alaouite. Sposato con Marié, la coppia abitava a Reims al n° 1 di rue Cérès,  e aveva una figlia piccola, Odile, nata nel 1924.

### Fonti
1. 1 2 3 4 5 6 7 8 9 10 11 12 13  Passion pour l'aviation.
2. 1 2 3 4 5 6 7 8 9 10 11 12  Histavia.